# Charadrodromia
Charadrodromia is een geslacht van insecten uit de familie van de dansvliegen (Empididae), die tot de orde tweevleugeligen (Diptera) behoort.

## Soorten
- C. arnaudi Melander, 1960
- C. microphona Melander, 1928
- C. syletor Melander, 1928